# Joseph Niangoran Teky
Joseph Niangoran Téky né le 11 décembre 1932 à Bonoua en Afrique Occidentale française est un prélat catholique ivoirien. Il est l'évêque du diocèse de Man entre 1992 et 2007. À partir de 2007, il prend sa retraite et devient évêque émérite de Man.

## Biographie

### Origine et formation
Joseph Niangoran Téky naît à Bonoua le 11 mars 1932. Il fréquente le séminaire de Bingerville de 1947 à 1953, puis il entre au Grand Séminaire Saint-Gall de Ouidah dans le Dahomey devenu Bénin. Il interrompe ses études au séminaire pour le service militaire de 1957 à 1958.[source détournée]

### Prêtre
Il est ordonné prêtre le 19 mars 1961 par Bernard Yago, alors évêque d'Abidjan.
Pendant un an, il est professeur au petit séminaire de Bingerville avant d'aller étudier la catéchèse à Paris. A partir de 1964, il devient curé de la Cathédrale Saint-Paul d'Abidjan et, en 1966, il prend en charge la pastorale nationale des jeunes, notamment la Jec et la Cœurs vaillants-Âmes vaillantes. Après deux années supplémentaires d’études théologiques, Téky Niangoran obtient un doctorat à Rome en 1970.
Il devient ensuite curé à la paroisse Saint-Charles Luanga d'Adjamé et responsable de la formation des catéchistes dans le diocèse d'Abidjan. À partir de 1977, il devient professeur à Institut catholique de l'Afrique de l'Ouest » (ICAO) qui devient université catholique de l'Afrique de l'Ouest et à partir de 1982, recteur de cette institution. En 1989, il reprend la formation des catéchistes et l'encadrement des associations familiales chrétiennes. Il sert également dans l'équipe pastorale de la paroisse Saint-Jacob de la commune des Deux-Plateux de Cocody, où il résidait.

## Evêque de Man
Le pape Jean-Paul II le nomme évêque du diocèse de Man le 17 décembre 1992. L'archevêque d'Abidjan, le cardinal Bernard Yago, l'ordonne évêque le 14 mars de l'année ; Les co-consécrateurs étaient Bernard Agré, évêque de Yamoussoukro, et Alexandre Kouassi, évêque de Bondoukou. 
Le 12 octobre 2000, Joseph Niangoran Téky est agressé physiquement, frappé violemment jusqu'à perdre connaissance par un groupe d'inconnus alors qu'il est dans son diocèse. Les responsables n'ont pas été retrouvé par la police.
Pendant son épiscopat, il œuvre pour l'évolution de la communauté religieuse de la région de Man. En 2004, il reçoit un financement d'environ 5 millions de francs CFA de l'Opération des Nations unies en Côte d'Ivoire pour la réhabilitation d'un centre pour les anciens enfants soldats,.
Il réalise sa visite ad limina apostolorum le 31 mars 2006.
Le 18 décembre 2007, le pape Benoît XVI accepte sa démission en raison de son sa âge avancé. Après son départ à la retraite, il devient évêque émérite du diocèse de Man. Il vit au siège de la Conférence des évêques catholiques de Côte d'Ivoire.